# エアカル県

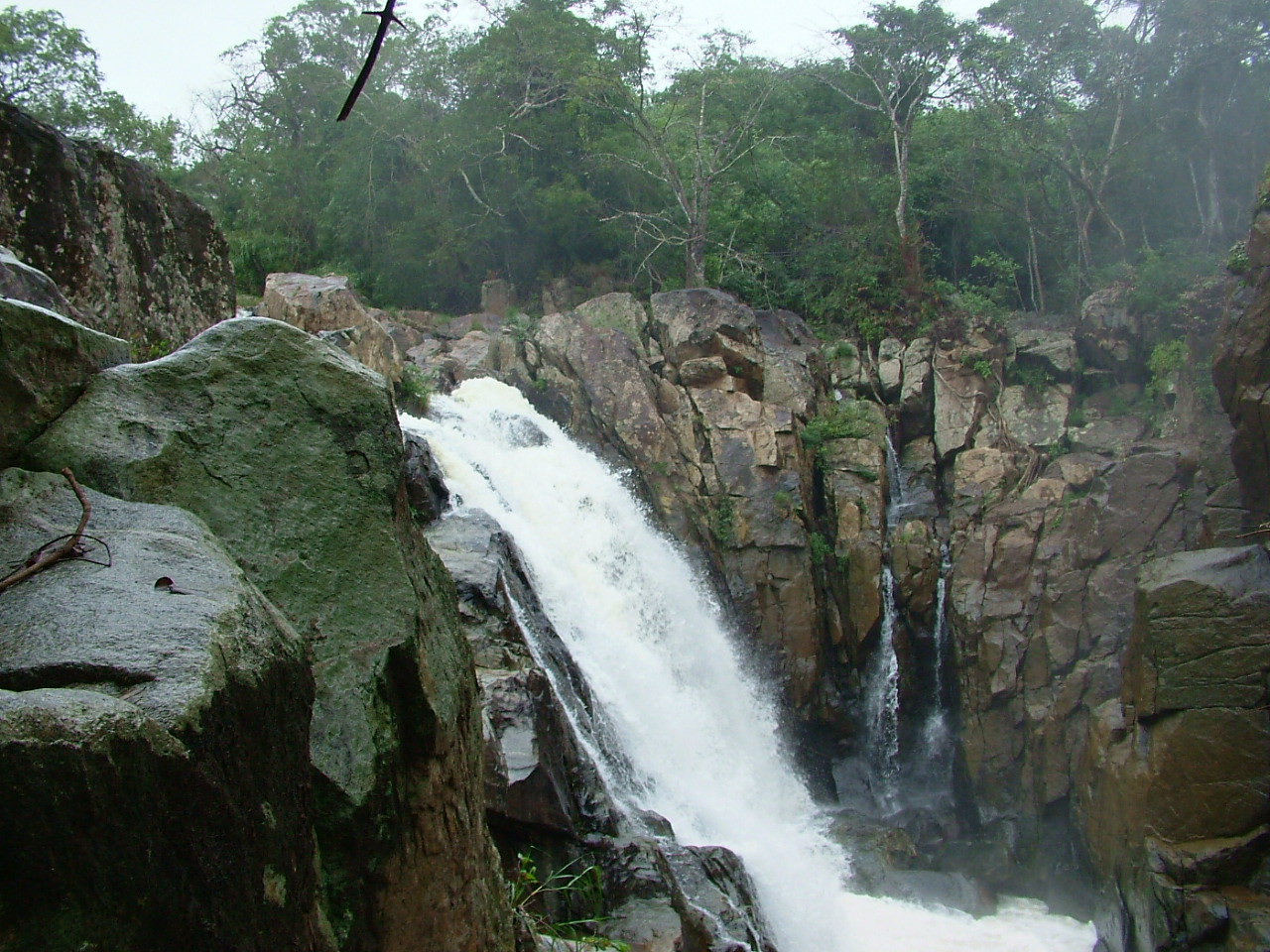
滝

エアカル県（エアカルけん、ベトナム語：Huyện Ea Kar?）は、ベトナム社会主義共和国ダクラク省の県。面積は1,037.47 km²、人口は154,513人（2017年）である。

## 行政区画
2市鎮14社から構成される。